# صبا آزاد
صبا آزاد (انگلیسی: Saba Azad)؛ (زادهٔ ۱ نوامبر ۱۹۸۵) بازیگر، کارگردان تئاتر و موسیقی‌دان هندی است. او یک‌ نیمه از نمایش هم خوانی دو نفره الکترو فانک مَدبوی/مینک (Madboy/Mink) است. صبا فعالیت خود در سینمای بالیوود را به عنوان یکی از نقش‌های اصلی، نقش راگا در فیلم هندی قلب کبدی (۲۰۰۸) آغاز کرد. صبا به خاطر ایفاء نقش اصلی بازیگری در فیلم کمدی رمانتیک رفیق من میشی؟ (۲۰۱۱) معروف است. او هم چنین در مجموعۀ اینترنتی اتاق خانم‌ها (۲۰۱۶)، محصول شرکت فیلم‌سازی ایگرگ-فیلمز، نقش دینگو را بازی کرد.

## دوران ابتدایی زندگی
صبا در شهر دهلی، در خانوده ای با پدری از پنجاب و مادری از کشمیر، به دنیا آمد. او خواهرزاده هنرمند برجستهٔ تئاتر، صفدر هاشمی است. صبا که در خانواده ای تئاتری به دنیا آمده بود، وقتی که بسیار جوان بود به همراه گروه تئاتر صفدر هاشمی، جانا ناتیا منچ، در اجرای تئاتر آنها روی صحنه، نقش ایفاء می‌کرد، که در آنجا با حبیب تنویر، ام کی راینا، جی پی دشپاند و ان کی شرما به فعالیت در تئاتر مشغول بود. او همچنین در اجرای گونه‌های رقص شبیه اریسی، باله کلاسیک، جاز، لاتین و همین‌طور گونه‌های رقص معاصر تجربه دارد.

## دوران شغلی

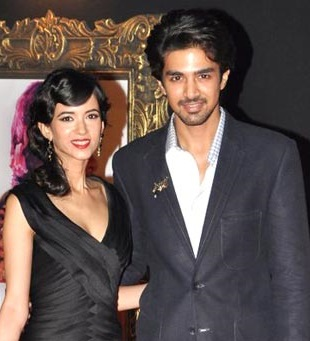
صبا آزاد وثاقب سلیم فرااندشیپ کاروگه ۲۰۱۱

صبا اولین بازی خود در بالیوود را در سال ۲۰۰۸ و در فیلم قلب کبدی، در برابر راهول بس انجام داد. او، نقش پریتی سن در فیلم رفیق من میشی؟ محصول شرکت فیلم‌سازی ایگرگ-فیلمز، که نقش اصلی فیلم بود را در برابر ساغیب سالم و بازیگر تازه‌کار، نیشانت ضاحیه بازی کرد.
صبا، یک موسیقی دان و آوازه خوان محبوب در زمینه موسیقی مستقل هند است و یک‌نیمه از نمایش هم خوانی دو نفره بسیار محبوب، مَدبوی/مینک (Madboy/Mink) می‌باشد که او به همراه بازیگر و موسیقی دان، عماد شاه، در سال ۲۰۱۲ آنرا آغاز کردند.
در سال ۲۰۱۰، او شرکت تئاتر خودش با نام اسکینز (The Skins) را، راه اندازی کرد و اولین نمایش خود را با نام لاوپوکی (Lovepuke) کارگردانی کرد که در ماه سپتامبر ۲۰۱۰، در تئاتر تجربی ان سی پی ای به نمایش درآمد.
صبا از دهلی به بمبئی نقل مکان کرد و در یک نمایش دو نفره، به کارگردانی ماکاراند دشپانده در پریتوی تئاتر (Prithvi Theatre) به روی صحنه رفت.

## فیلم شناسی
فیلم
| سال  | عنوان           | نقش       | نکات       | مرجع   |
| ---- | --------------- | --------- | ---------- | ------ |
| ۲۰۰۸ | قلب کبدی        | راگا ملیک |            |        |
| ۲۰۱۱ | با من دوست میشی | لولا سن   |            | [ ۱۱ ] |
| ۲۰۱۲ | غریبه‌ها در شب   | رهی       | فیلم کوتاه |        |
| ۲۰۲۰ | داستانهای خانه  | وایشناوی  | نتفلیکس    | [ ۱۲ ] |

مجموعه اینترنتی
| سال  | عنوان          | نقش           | نکات                                | مرجع   |
| ---- | -------------- | ------------- | ----------------------------------- | ------ |
| ۲۰۱۶ | اتاق خانم‌ها    | دینگو         | مجموعه اینترنتی تولید یاش راج فیلمز | [ ۱۳ ] |
| ۲۰۲۱ | احساسی چون عشق | تاراشا احمد   | مجموعه اینترنتی آنتولوژی            | [ ۱۴ ] |
| ۲۰۲۲ | پسران راکتی    | پروانا ایرانی | مجموعه سونی ال آی وی                | [ ۱۵ ] |